# DayLightFever
DayLightFever（デイライトフィーバー）は名古屋市出身のポップスバンドである。

## メンバー
- aKi（ボーカル）
- Keigo（ギター）
- Marcy（ベース）
- kayo（キーボード）
- awano（ドラム）

## ディスコグラフィー

### シングル
- DayLightFever（2006年4月9日）-PlayStation 2専用ソフトドラゴンシャドウスペル　オープニング曲「Rainbow」、エンディング曲「one」を収録。